# Stomatolina
Stomatolina là một chi ốc biển, là động vật thân mềm chân bụng sống ở biển trong họ Trochidae, họ ốc đụn.

## Các loài
Các loài trong chi Stomatolina gồm có:
- Stomatolina danblumi Singer & Mienis, 1999[2]